# Мухтаров, Дильшод Тахирович
Дильшо́д Тахи́рович Мухта́ров (узб. Dilshod Tohirovich Muxtorov; род. 4 января 1975) — узбекский стрелок, призёр Азиатских игр, участник двух Олимпийских игр.
Обладатель почётного звания «Узбекистон ифтихори» (2001).

## Карьера
Дильшод Мухтаров начал свою карьеру в 1989 году. За годы карьеры завоевал три медали кубка мира по стрельбе, в том числе выиграв в 2001 году этап кубка мира в Атланте в стрельбе из стандартного пистолета на дистанции 25м. Также был призёром финала кубка мира в 2001 году в той же         дисциплине
В 1998 году Мухтаров завоевал серебро на Азиаде в Бангкоке. А в 2005 году там же стал серебряным призёром чемпионата Азии.
За годы карьеры принимал участие в двух Олимпиадах. В Сиднее он занял девятое место в стрельбе из пневматического пистолета. При этом ему не хватило двух очков для попадания в финальную стадию. В соревнованиях по стрельбе из стандартного пистолета Мухтаров вышел в финал, где занял пятое место.
После пропуска Олимпиады в Афинах узбекский стрелок принял участие в пекинских Играх. В стрельбе из пневматического пистолета он стал 15-м, а в стрельбе на дистанции 50 метров расположился на тридцатой позиции.